# Geografia dell'Europa

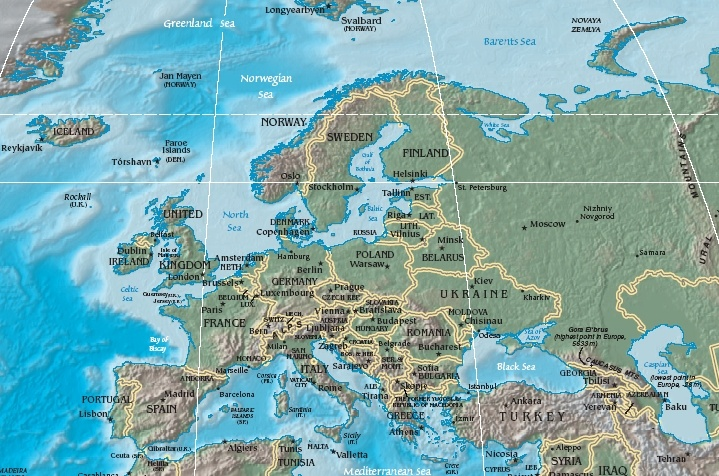
Cartina fisico-politica dell'Europa

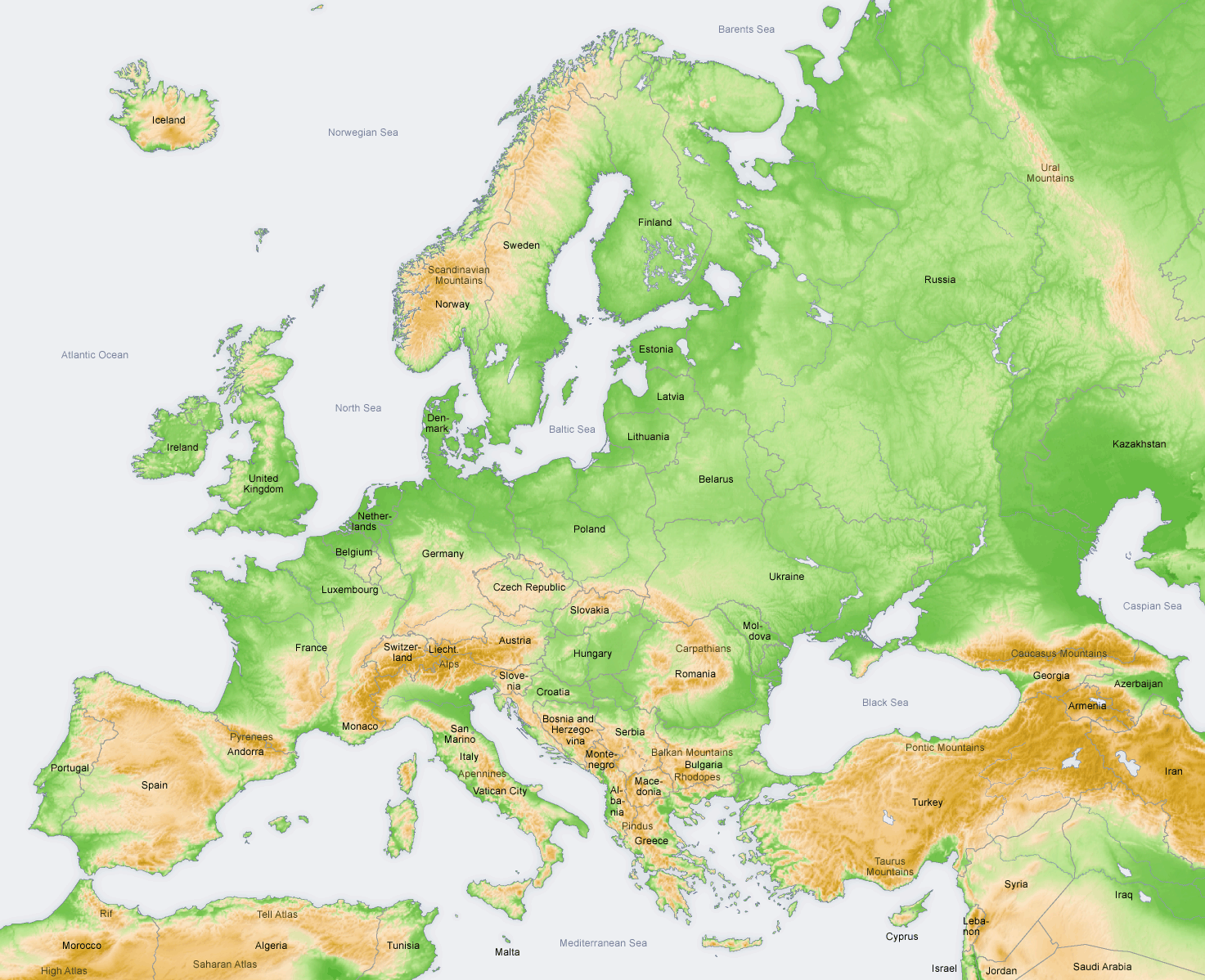
Cartina fisica dell'Europa

L'Europa è uno dei continenti della Terra. È, insieme all'Antartide, l'unico continente non attraversato dall'Equatore e il solo in cui non ci sono deserti. Al contrario di tutti gli altri continenti, è inoltre compreso quasi interamente nella zona temperata, cosa che favorisce notevolmente il popolamento; da ciò nasce un'altra sua caratteristica fondamentale: la sua densità di popolazione (73 ab./km²) è seconda solo a quella dell'Asia.
L'idea di continente europeo non è universale: alcuni geografi la considerano un subcontinente del continente eurasiatico, dato che non è circondata interamente dal mare: un lungo confine terrestre unisce l'Europa all'Asia.

## Geografia fisica
L'Europa comprende una parte continentale e una parte peninsulare, separate dall'istmo ponto-baltico, una lunghissima linea che va dal golfo di Odessa, sul mar Nero, al golfo di Danzica, sul Baltico. Nel continente europeo si trova il centro dell'emisfero continentale.

### Confini

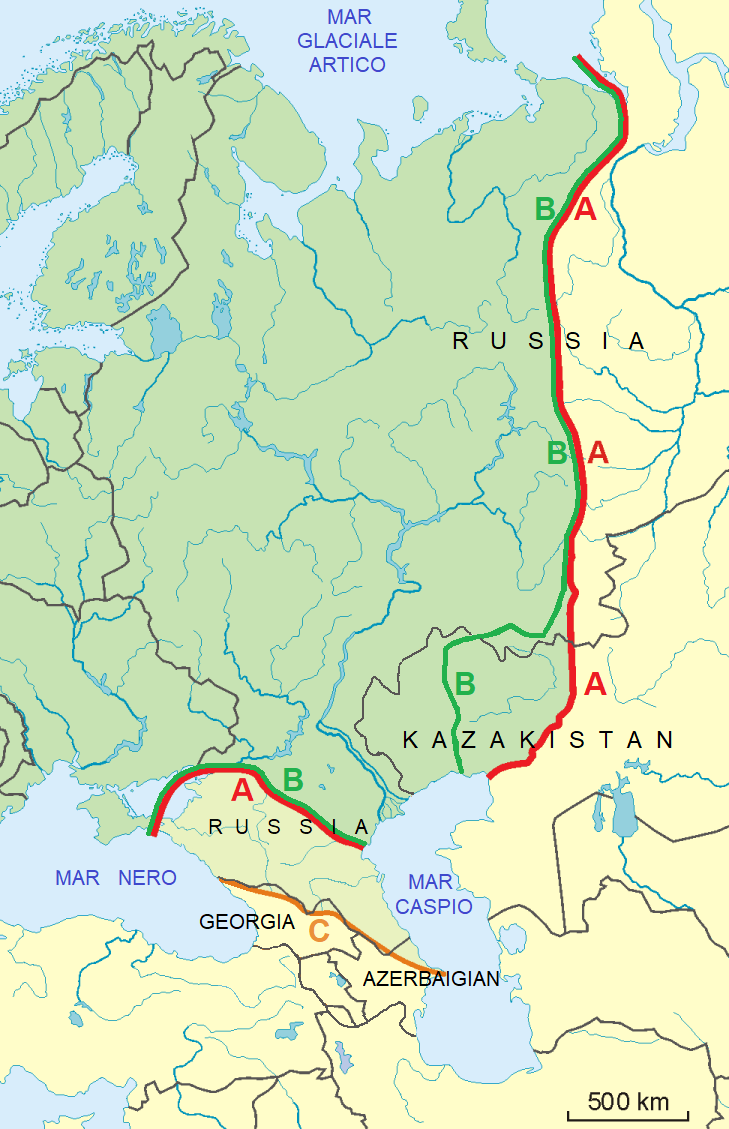
Confronto tra le varie linee convenzionali di demarcazione tra Europa e Asia:
A: Linea di von Strahlenberg: Urali - fiume Emba - depressione del Kuma-Manyč
B: confine più seguito (modifica alla Linea di von Strahlenberg): Urali - fiume Ural - depressione del Kuma-Manyč
C: confine del National Geographic: Urali - fiume Ural - spartiacque del Caucaso

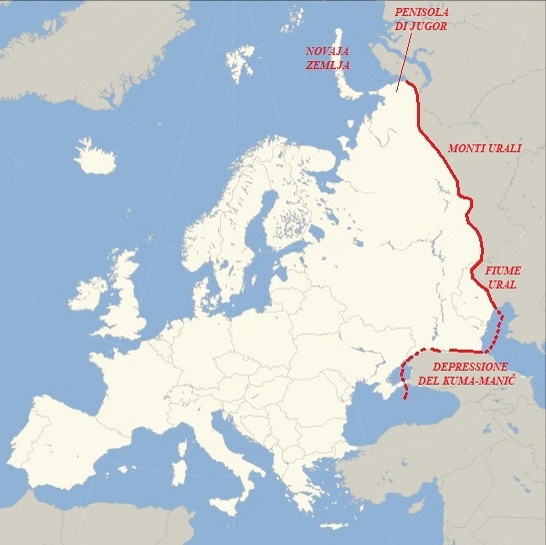
Il confine convenzionale tra Europa e Asia più diffuso

Il confine occidentale è l'Oceano Atlantico. L'Islanda, sebbene più vicina alla Groenlandia (Nord America) che alle coste europee, è considerata parte dell'Europa. A nord il confine è rappresentato dal Mar Glaciale Artico tra le cui isole si ritiene facciano parte dell'Europa quelle situate tra la costa europea e il Polo Nord. 
A sud il Mar Mediterraneo separa l'Europa dall'Africa. Il confine marittimo con l'Asia passa attraverso lo stretto dei Dardanelli, il mar di Marmara, lo stretto del Bosforo, il Mar Nero, il Mar d'Azov. Il confine terrestre con l'Asia è convenzionale e tiene presente non solo elementi di geografia fisica, ma anche fattori storici e culturali. Secondo la convenzione più diffusa, la frontiera orientale dell'Europa corre lungo i Monti Urali in Russia, il corso del fiume Ural, la costa settentrionale del Mar Caspio, la depressione del Kuma-Manyč. Fu la zarina Anna I di Russia, nel 1730, che adottò ufficialmente tale separazione tra i due continenti. La linea di confine scelta dalla zarina Anna I di Russia è stata poi ribadita in tempi recenti dalla Società geografica russa.
Una diversa convenzione, al posto della depressione del Kuma-Manyč indica un tratto di confine interno al Caucaso determinato in vario modo da diversi studiosi; tale convenzione è diffusa soprattutto negli Stati Uniti, in seguito alla sua adozione ufficiale  nel 1994 da parte del Dipartimento di Stato.

### Geomorfologia
Le principali penisole europee sono la Fennoscandia e lo Jutland a nord, la penisola iberica, la penisola italiana e la penisola balcanica, che si stagliano dal bordo meridionale del continente nel Mar Mediterraneo.
I profili altimetrici delle terre emerse in Europa mostrano grandi variazioni all'interno di un'area relativamente poco estesa: le regioni meridionali sono montagnose, mentre spostandosi verso l'est sono molto più pianeggianti. Esiste anche una sorta di altipiano, che nasce dalle Isole britanniche e continua fino ai fiordi norvegesi.

### Orografia
Alcune delle principali catene montuose d'Europa sono:
- i Monti Urali, che, segnando la fine della Russia europea, separano l'Europa dall'Asia;
- i Carpazi, una grande catena montuosa dell'Europa centrale e meridionale;
- le Alpi, montagne che separano l'Italia dagli altri stati europei;
- gli Appennini, che si estendono in Italia;
- i Pennini, in Inghilterra;
- i Pirenei, che segnano il confine tra Francia e Spagna;
- le Alpi scandinave, una catena montuosa che corre attraverso la Scandinavia;
- i Balcani, situati tra Serbia e Bulgaria.

Secondo alcune convenzioni sui confini tra Europa ed Asia, lo spartiacque della catena montuosa del Caucaso fungerebbe da confine tra i due continenti.

### Principali isole
Islanda, Isole Fær Øer, Isola di Man, le Isole britanniche, Azzorre, Madera, Isole Baleari, Corsica, Sardegna, Sicilia, Malta, Isole Ionie, Creta, Isole Egee, Isole Åland, Gotland, Saaremaa, Hiiumaa, Jan Mayen, Isole Canarie, Svalbard e Sjælland, isola d'Elba, isola d'Ischia.

### Idrografia

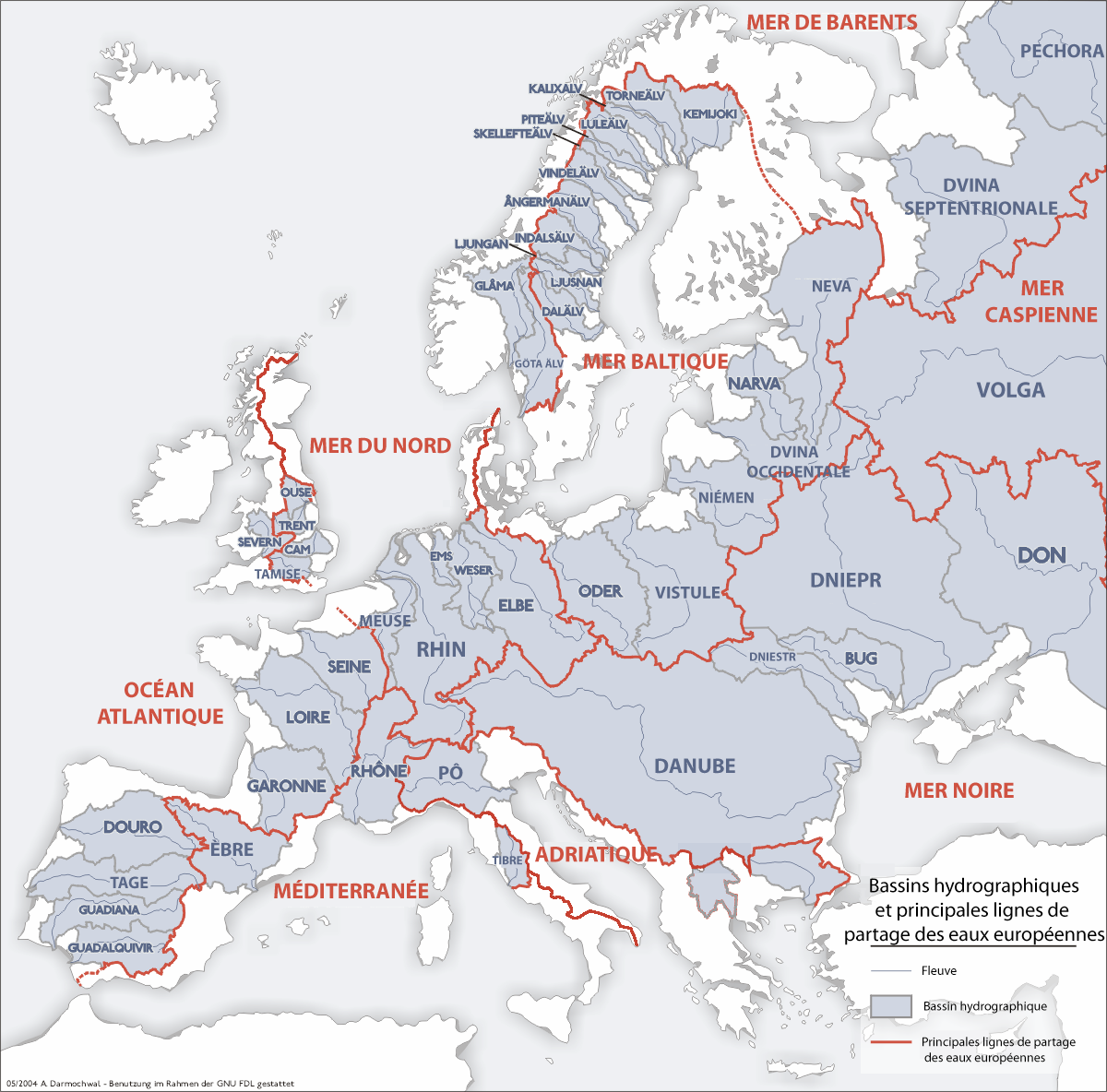
I bacini idrografici dei fiumi europei. La mappa presenta notevoli e poco usate semplificazioni: non distingue il versante tirrenico settentrionale da quello mediterraneo e unisce il versante tirrenico meridionale, quello adriatico e quello egeo.

## Geografia politica

### Stati senza sbocco sul mare
- Liechtenstein[6][7]
- Svizzera[7]
- Austria[7]
- Repubblica Ceca[7]
- Slovacchia[7]
- Ungheria[7]
- Serbia[7]
- Macedonia del Nord[7]
- Lussemburgo[8]
- Andorra[8]
- Armenia[7]
- Città del Vaticano[8]
- San Marino[8]
- Bielorussia[8]
- Moldavia[8]
- Kosovo

### Stati consistenti solo di isole
- Islanda
- Regno Unito
- Irlanda
- Malta
- Cipro

### Stati chiamati come la loro capitale
- Città del Vaticano
- Lussemburgo
- Principato di Monaco (chiamato anche Monaco)
- San Marino (capitale anche chiamata Città di San Marino)